# Sigmund Mandl
Sigmund S. Mandl (1. října 1898 – 18. listopadu 1976 Los Angeles) byl americký podnikatel a zakladatel firmy Husky Wrench.

## Život
Narodil se 1. října roku 1898 v Rakousko-Uhersku na území dnešního Česka. Byl židovského původu. Jeho bratr Hugo se narodil ve městě Úsov. V dospělosti emigroval do USA, kde 29. ledna roku 1924 založil firmu Husky Wrench. V roce 1931 firmu prodal společnosti Blackhawk Manufacturing a stal se zde jedním z hlavních konstruktérů. V pozdějších letech se stal generálním manažerem společnosti. Kromě toho vlastnil několik patentů.
Byl ženatý s Evou Pack Mandlovou, kterou přežil o šest let.
Zemřel 18. listopadu roku 1976 v Los Angeles. Bylo mu 78 let.
Na jeho památku byl 7. srpna 1988 na hřbitově Agudas Achim v Milwaukee postaven pomník.